# Bernard Bonnin
Bernard Bonnin (Himamaylan, 8 september 1939 - Quezon City, 21 november 2009) was een Filipijns acteur die vooral bekend werd door zijn rol als Palos in enkele films in de jaren 60. Enkele andere films waarin hij speelde waren 'Casa Grande', 'Ay Pepita', 'Wala Kang Paki' en 'Limang Dalangin'.
Zijn laatste rol, die hij in zijn rolstoel speelde, was een gastoptreden in de televisieserie 'Palos' van ABS-CBN. Deze serie met in de hoofdrollen Jake Cuenca en Cesar Montano was geïnspireerd op de film 'Alyas Palos' uit 1961 die Bonnin zelf populair maakte.
In juli 2009 werd Bonnin opgenomen op de intensive care van het Philippine Heart Center wegens een ernstige longoedeem. Toen hij op het punt stond ontslagen te worden uit het ziekenhuis kreeg Bonnin een hartstilstand. Daarna ging het bergafwaarts met hem. Hij overleed uiteindelijk op 70-jarige leeftijd door meervoudig orgaanfalen.
Bonnin was niet de enige in de familie die de showbiz inging. Zijn dochter Charlene Gonzalez, een voormalig schoonheidskoningin, werd ook actrice, net als zijn zoon Richard Bonnin. Ook zijn neef J.C. Bonnin, de zoon van zijn broer Gabby, is acteur.

## Filmografie
| - Masikip sa dibdib (2004) - Ako ang lalagot sa hininga mo (1999) - Code Name: Bomba (1998) - Alamid: Ang alamat (1998) - Seth Corteza (1996) - Ikaw pa... Eh love kita (1995) - Alyas pogi 2 (1992) - Alyas Pogi: Birador ng Nueva Ecija (1990) - Apoy sa lupang hinirang (1990) - Ibabaon kita sa lupa (1990) - Buy One, Take One (1988) - Alyas Palos II (1982) - Tatlong patak ng dugo ni Adan (1980) - Women in Cages (1971) - The Arizona Kid (1971) - Gagamba at si Scorpio (1969) - Bart Salamanca (1968) - Palos Strikes Again (1968) - Target Captain Karate (1968) - Philcag in Vietnam (1967) - Hi Jack (1966) - Palos: Counterspy (1966) - Wanted: Johnny L (1966) - Doble talim (1965) - Karate sa Karate (1965) - Pedrong hunyango (1965) - La sombra (1965) - Lambat (1965) | - Batas ng .45 (1965) - Tagisan ng mga agimat (1965) - Doble 45 (1965) - Oro blanco (1965) - Sandalyas ni Zafira (1965) - Walang duwag na Bisaya (1965) - 3 musketeras (1964) - Ang lihim ni gagamba (1964) - Ikaw ako ngayon bukas (1963) - Dakpin si Pedro Navarro! (1963) - Ang Mga lawin (1963) - Carioca (1963) - Palos kontra gagamba (1963) - Kilabot maghiganti (1963) - Dapit-hapon: Oras ng pagtutuus (1963) - Bakas ng gagamba (1962) - Jam Session (1962) - Kambal na baril (1962) - Alyas Palos (1961) - Sandata at pangako (1961) - Kung ako'y mahal mo (1960) - Anak ni Waray (1958) - Walang takot (1958) - Palos (2008) |